# Plagiothecium bicolor
Plagiothecium bicolor är en bladmossart som beskrevs av Warnstorf 1915. Plagiothecium bicolor ingår i släktet sidenmossor, och familjen Plagiotheciaceae. Inga underarter finns listade i Catalogue of Life.